# 61 (tal)
61 (enogtres, på checks også sekstien) er det naturlige tal som kommer efter 60 og efterfølges af 62.

## Inden for matematik
- 61 er det 18. primtal,[1] og tvilling med 59.
- 61 er et pythagoræisk primtal (4×15 + 1 = 62 + 52)

## Inden for videnskab
- 61 Danaë, asteroide
- M61, spiralgalakse i Jomfruen, Messiers katalog
- atomnummeret på grundstoffet Promethium.

## Andet
- International telefonkode for Australien.

## Eksterne links
- Wikimedia Commons har flere filer relateret til 61 (tal)